# Condado de Cornwall
El condado de Cornwall (en inglés, Cornwall County) es el condado más occidental de los tres condados en los que se divide Jamaica.

## Demografía
Abarca una extensión de territorio de 3.939,3 kilómetros cuadrados de superficie y, según las cifras del censo del año 2001, tiene una población de 600.581 habitantes, por lo que se trata del condado menos poblado de la isla. También es el que presenta la menor densidad poblacional: ciento cincuenta y dos personas por kilómetro cuadrado.
En este condado se encuentra Montego Bay, la segunda ciudad en importancia de Jamaica. Su antigua capital era Savanna-la-Mar.

## Toponimia
Se trata del condado más occidental de Jamaica y recibió su nombre de Cornualles (en inglés, Cornwall), por ser éste el condado más occidental de Inglaterra.

## Parroquias
Contiene las siguientes parroquias: 
|   | Parroquia                    | Superficie km² | Población 2001 | Capital        |
| - | ---------------------------- | -------------- | -------------- | -------------- |
| 1 | Parroquia de Hanover         | 450,4          | 67.037         | Lucea          |
| 2 | Parroquia de Saint Elizabeth | 1.212,4        | 146.404        | Black River    |
| 3 | Parroquia de Saint James     | 594,9          | 175.127        | Montego Bay    |
| 4 | Parroquia de Trelawny        | 874,6          | 73.066         | Falmouth       |
| 5 | Parroquia de Westmoreland    | 807,0          | 138.947        | Savanna-la-Mar |

- Datos: Q1134343